# جوناثان تشارلز
جوناثان تشارلز (بالإنجليزية: Jonathan Charles)‏ هو مقدم تلفزيوني وصحفي بريطاني، ولد في 1948 في لندن في المملكة المتحدة.